# S.S. Lazio Calcio a 5 2001-2002
Questa pagina raccoglie i dati riguardanti la Lazio Calcio a 5 nelle competizioni ufficiali della stagione 2001-2002.

## Organigramma societario
- Vice Presidente: Fabio Quaglia
- Direttore Generale: Fabrizio Marini
- Direttore sportivo: Valter Caprari
- Dirigente: Massimo Mazzoni
- Segretari: Enzo Sciubba, Patrizia Ippoliti
- Allenatore: Agenore Maurizi
- Preparatori atletici: Daniele Bonanno, Cesidio Rufo
- Medico sociale: Luigi Girvasi
- Fisioterapista: Luigi Astolfi
- Allenatori Under 21: Luciano Zaccardi, Gianni Stizza
- Preparatore atletico Under 21: Mauro De Pari
- Addetto stampa: Barbara Silvi

## Rosa
| Num. | Giocatore               | Ruolo      | Luogo di nascita    | Data di nascita | Altezza | Peso |
| ---- | ----------------------- | ---------- | ------------------- | --------------- | ------- | ---- |
| .    | Valerio Bernardi        | Portiere   | Roma                | 22.06.1972      | 184     | 82   |
| .    | Fabiano Ventura         | Portiere   | Puerto Alegre (Bra) | 10.10.1972      | 172     | 69   |
| .    | David Patrizi           | Portiere   | Roma                | 06.06.1982      | 177     | 75   |
| .    | Graziano Gioia          | Difensore  | Roma                | 10.09.1977      | 182     | 78   |
| .    | Carlos Montovaneli      | Difensore  | Maringá (Bra)       | 13.09.1973      | 176     | 70   |
| .    | Dario Anzidei           | Laterale   | Roma                | 29.12.1982      | 179     | 63   |
| .    | Emanuele Fratini        | Laterale   | Roma                | 21.12.1981      | 174     | 62   |
| .    | Francesco Milani        | Laterale   | Roma                | 25.01.1979      | 174     | 66   |
| .    | Francesco Ceccaroni     | Laterale   | Viterbo             | 13.11.1979      | 176     | 67   |
| .    | Filippo Feliziani       | Laterale   | Roma                | 10.10.1972      | 180     | 70   |
| .    | Daverson Franzoi        | Universale | San Paolo (Bra)     | 03.04.1975      | 181     | 80   |
| .    | Luca Ippoliti           | Universale | Marino (RM)         | 31.10.1979      | 180     | 72   |
| .    | Alessio Musti           | Universale | Roma                | 12.05.1974      | 175     | 68   |
| .    | Leandro Pereira Ribeiro | Attaccante | Araguari (Bra)      | 02.03.1973      | 179     | 81   |
| .    | Fabio Cesarini          | Attaccante | Roma                | 30.09.1977      | 174     | 68   |
| .    | Francesco De Cicco      | Attaccante | Roma                | 27.01.1980      | 174     | 64   |

## Risultati

### Campionato

#### Girone di andata
1. 15/09/2001 	 	IFC CIAMPINO - LAZIO 	2 - 2
2. 22/09/2001 	 	LAZIO - SASOL AUGUSTA 	2 - 3
3. 29/09/2001 	 	TORINO - LAZIO 	5 - 1
4. 06/10/2001 	 	LAZIO - FURPILE PRATO 	1 - 1
5. 13/10/2001 	 	BELLONA - LAZIO 	1 - 4
6. 27/10/2001 	 	LAZIO - GENZANO 	3 - 2
7. 03/11/2001 	 	CUS CHIETI - LAZIO 	0 - 2
8. 10/11/2001 	 	LAZIO - SPANESI PADOVA 	2 - 2
9. 17/11/2001 	 	A.S. ROMA R.C.B. - LAZIO 	3 - 3
10. 23/11/2001 	 	LAZIO - CAGLIARI 	2 - 1
11. 08/12/2001 	 	BNL ROMA - LAZIO 	3 - 5
12. 15/12/2001 	 	PESCARA - LAZIO 	2 - 3
13. 22/12/2001 	 	LAZIO - REGGIO 	2 - 2
14. 05/01/2002 	 	STABIA - LAZIO 	7 - 1

#### Girone di ritorno
1. 12/01/2002 	 	LAZIO - BERGAMO	5 - 1
2. 19/01/2002 	 	LAZIO - IFC CIAMPINO 	2 - 5
3. 26/01/2002 	 	SASOL AUGUSTA - LAZIO 	3 - 1
4. 02/02/2002 	 	LAZIO - TORINO	5 - 2
5. 09/02/2002 	 	FURPILE PRATO - LAZIO 	5 - 5
6. 23/02/2002 	 	LAZIO - BELLONA	3 - 2
7. 02/03/2002 	 	GENZANO - LAZIO 	2 - 3
8. 09/03/2002 	 	LAZIO - CUS CHIETI 	4 - 3
9. 15/03/2002 	 	SPANESI PADOVA - LAZIO 4 - 5
10. 30/03/2002 	 	LAZIO - A.S. ROMA R.C.B. 3 - 3
11. 06/04/2002 	 	CAGLIARI - LAZIO 	6 - 5
12. 13/04/2002 	 	LAZIO - BNL ROMA 	2 - 3
13. 20/04/2002 	 	LAZIO - PESCARA 	3 - 0
14. 27/04/2002 	 	REGGIO - LAZIO 	5 - 1
15. 04/05/2002 	 	LAZIO - STABIA 	4 - 4
16. 11/05/2002 	 	BERGAMO - LAZIO 	2 - 10

### Play-off

#### Primo turno
- Perugia - Lazio 1-4
- Lazio - Perugia 5-3

#### Quarti di finale
- Lazio - Augusta 4-0
- Augusta - Lazio 4-1

#### Semifinale
- Lazio - Furpile Prato 3-2
- Furpile Prato - Lazio 5-2
- Furpile Prato - Lazio 6-5

### Coppa Italia

#### Ottavi di finale
- Lazio - BNL Roma 2-5
- BNL Roma - Lazio 4-1

## Statistiche

### Statistiche di squadra
| Competizione | Punti | In casa | In casa | In casa | In casa | In trasferta | In trasferta | In trasferta | In trasferta | Totale | Totale | Totale | Totale | Totale | Totale |
| Competizione | Punti | G       | V       | N       | P       | G            | V            | N            | P            | G      | V      | N      | P      | Gf     | Gs     |
| ------------ | ----- | ------- | ------- | ------- | ------- | ------------ | ------------ | ------------ | ------------ | ------ | ------ | ------ | ------ | ------ | ------ |
| Campionato   | 50    | 15      | 7       | 5       | 3       | 15           | 7            | 3            | 5            | 30     | 14     | 8      | 8      | 94     | 84     |
| Play-off     |       | 3       | 3       | 0       | 0       | 4            | 1            | 0            | 3            | 7      | 4      | 0      | 3      | 24     | 21     |
| Coppa Italia |       | 1       | 0       | 0       | 1       | 1            | 0            | 0            | 1            | 2      | 0      | 0      | 2      | 3      | 9      |
| Totale       | -     | 19      | 10      | 5       | 4       | 20           | 8            | 3            | 9            | 39     | 18     | 8      | 13     | 121    | 114    |